# Tégée
Cet article traite de la ville antique. Pour la municipalité moderne, voir Tégée (dème)
 (juin 2013).
Si vous disposez d'ouvrages ou d'articles de référence ou si vous connaissez des sites web de qualité traitant du thème abordé ici, merci de compléter l'article en donnant les références utiles à sa vérifiabilité et en les liant à la section « Notes et références ».
Tégée (en grec ancien : Τεγέα) est une ancienne cité grecque du sud-est de l'Arcadie, sur le territoire de l'actuelle Tégéa, mentionnée dans l'Iliade, probablement déjà occupée à l'époque mycénienne. L'importance du site résulte de sa position centrale dans le Péloponnèse, et de la présence du temple d’Athéna Aléa, l’un des plus somptueux de toute la Grèce. Le site est très ruiné, mais il a conservé de nombreuses œuvres de l’architecte et sculpteur Scopas de Paros, et a permis de développer les connaissances sur le culte d’Athéna Aléa en Arcadie.
Tégée est également un ancien dème, fusionné en 2010 dans le  dème de Tripoli.

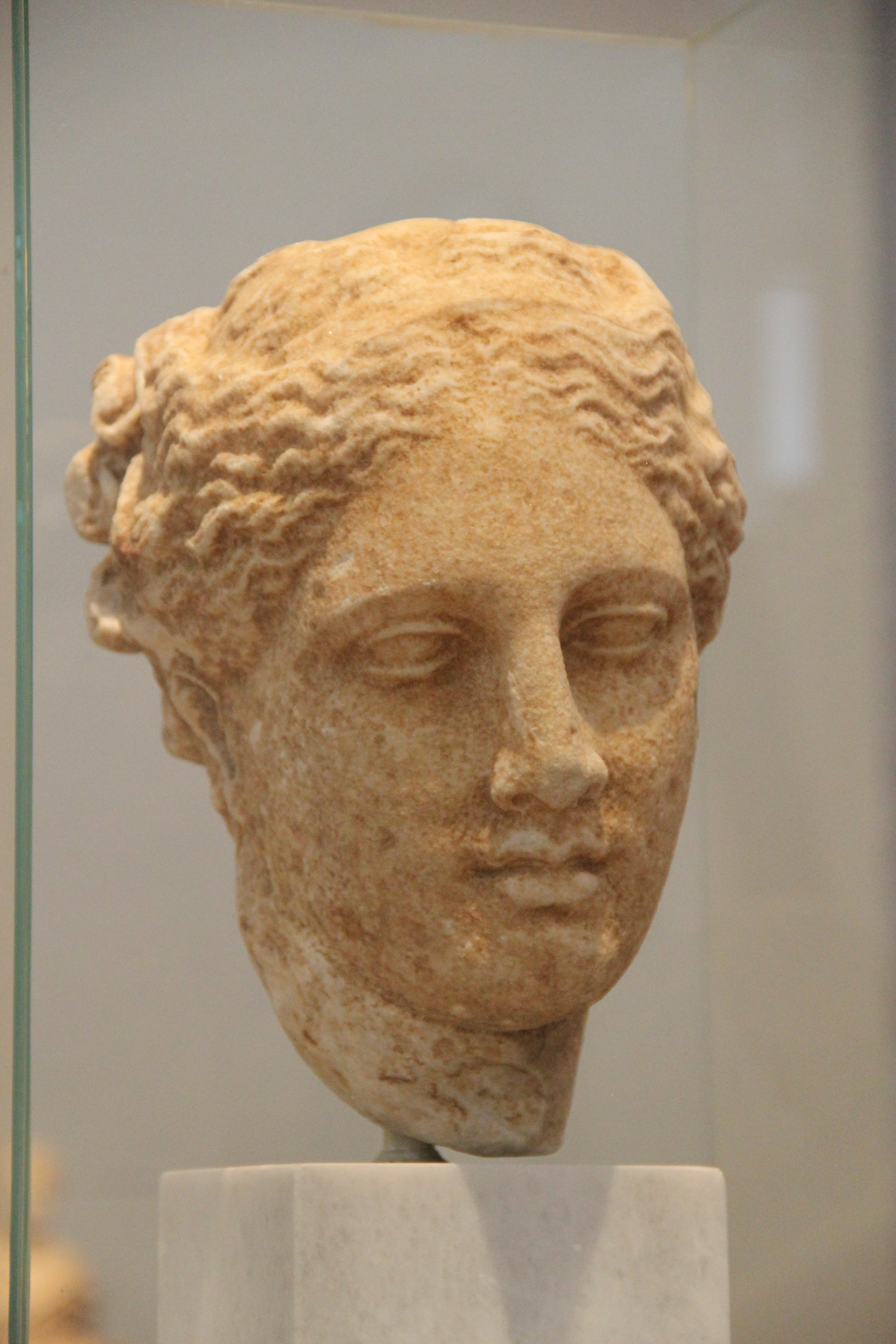
Tête d'Hygie, trouvée à Tégée.

## Historique du site

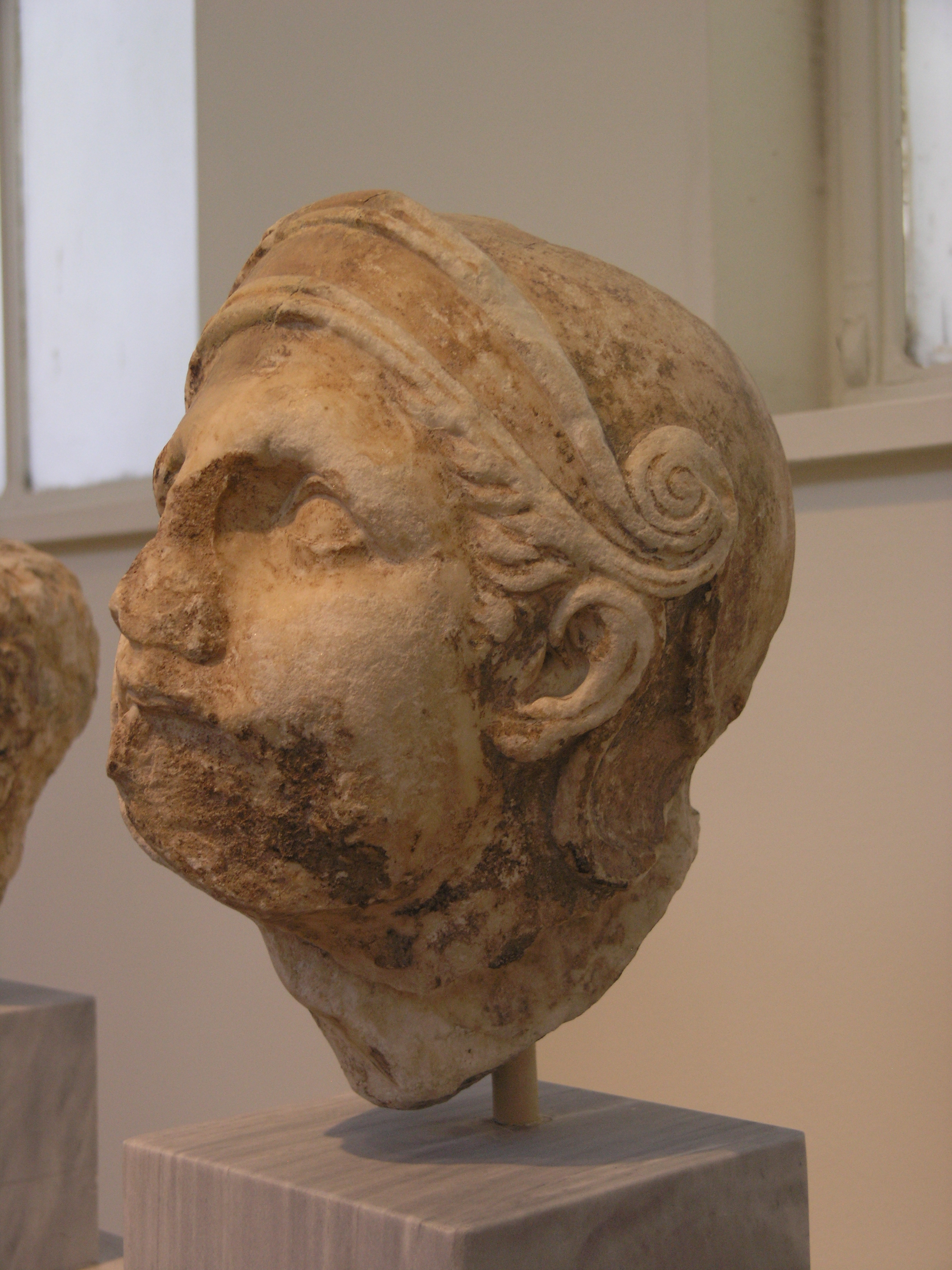
Tête d'un guerrier.

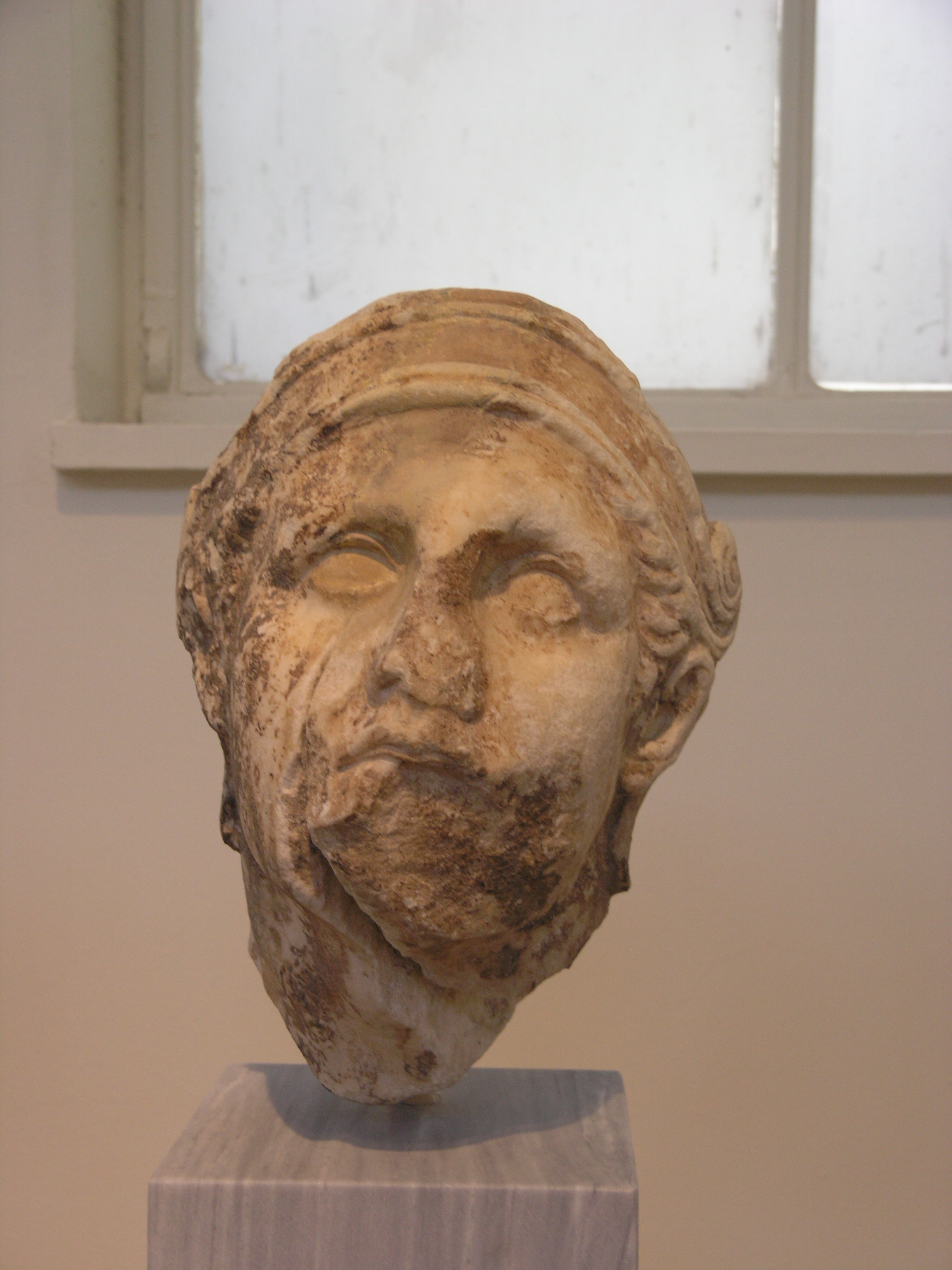
Tête du guerrier, de face.

Tégée est l'une des plus anciennes cités d'Arcadie. Elle existait déjà au temps des Âges obscurs (1200-800 av. J.-C.) et est déjà présente dans le Catalogue des vaisseaux et fut la rivale séculaire de Mantinée. Au milieu du XIe siècle av. J.-C., des colons de Tégée fondent la cité de Paphos, à Chypre. Selon la légende, cette cité aurait été fondée sous l'impulsion d'Agapénor, roi de Tégée, qui y aurait construit un temple d'Aphrodite. Par la suite, Tégée tombe sous la domination des rois d'Orchomène jusqu'au VIIe siècle av. J.-C. La cité connaît son apogée durant les époques archaïque et classique. Après une longue période de luttes, Tégée est forcée de devenir un État vassal de Sparte, en -560. Elle restera sous contrôle spartiate jusqu’à ce qu'elle rejoigne la ligue d'Arcadie et se batte contre Sparte en -362. 
Vers -370, Tégée édifia ses premiers murs d’enceinte. Mais pendant le IIIe siècle av. J.-C., elle souffrit de trois défaites contre les Spartiates. En -222, Tégée fut intégrée de force dans la Ligue achéenne et continua de perdre sa puissance politique pendant la période hellénistique.
Cependant, la ville sut maintenir sa prospérité et son importance commerciale, et s'est même épanouie durant la période romaine. Vers 395, Tégée fut détruite par les Goths, puis reconstruite sous le nom de Nikli, et devint une des villes byzantines les plus importantes dans le Péloponnèse.
Elle dirigeait la Tégéatide, divisée à l’époque historique en neuf dèmes. Selon Pausanias le Périégète, Tégée prit part avec les autres Arcadiens à l’expédition des Argonautes et à la guerre de Troie, ainsi qu’aux guerres médiques. Cette cité aurait été créée par Tégéatès, l’un des cinquante fils mythiques de Lycaon. La seule fille de celui-ci, Kallisto, aurait enfanté Arkas, d’où l’Arcadie tiendrait son nom. Tégée aurait également participé à la bataille de Dipaia, contre les Lacédémoniens, et elle en aurait capturé un grand nombre. De ce fait de guerre découleront des fêtes et des concours (Halotia). Les Tégéates tuèrent également le mythique sanglier de Calydon, grâce à Atalante.
Aléos, fils d’Apheidas, lui-même un des trois fils d’Arcas, aurait fait construire l’ancien sanctuaire en l’honneur d’Athéna Aléa, et aurait réuni les neuf dèmes de la Tégéatide en une ville. On peut aisément deviner que ce personnage est mythique, puisque son nom est éponyme à celui de la déesse locale, Aléa. Mais la date de ce synœcisme n’est pas aisée à définir. Même si le culte est bien plus ancien, on pense que la ville s’est créée vers -478/-473. Le temple disparut dans un violent incendie qui eut lieu, dit Pausanias, « alors que Diophantès était archonte à Athènes, la deuxième année de la quatre-vingt-seizième olympiade, où Eupolémos d'Élis fut vainqueur à la course du stade », c'est-à-dire en -395/-394.
Un nouveau sanctuaire fut alors construit par les Tégéates, que Pausanias le Périégète décrit comme l’emportant « de loin sur tous ceux du Péloponnèse par la construction et en particulier par la taille ». On a voulu construire un temple qui soit à la hauteur des grandes constructions grecques en général, attiques en particulier, et digne d’honorer une déesse comme Athéna Aléa, dont le culte était alors à son apogée et rayonnait dans toute l’Arcadie.
Tégée est située dans une plaine, difficilement défendable, raison de sa destruction par Andronic II Paléologue, empereur byzantin, quelques siècles plus tard en 1296 de l'ère chrétienne.

### Le culte d’Athéna Aléa
On rencontre ce culte dans ces trois villes d’Arcadie : Tégée, Mantinée et Aléa, ainsi que dans la Laconie, bien qu’en moindre importance. Mais c'est seulement à Tégée qu’il a pris une ampleur aussi considérable. La présence du culte à l’époque mycénienne n’est pas certaine, les quelques tessons et l’unique figurine étant insuffisants pour le déterminer. On trouve en revanche un certain nombre d’objets, la plupart en bronze, qui attestent son existence à partir du VIIIe siècle av. J.-C.
Aucun vestige architectural ne peut laisser penser qu’il y avait plus d’un autel pour célébrer le culte. La première construction d’un édifice est attribuée à l’époque archaïque (fin VIIe siècle av. J.-C.) : on en retrouve des fragments au musée de Tégée et sur le site (fragments réutilisés pour le nouveau temple). Une figure d’Athéna en armes, trouvée sur place, pourrait être une copie de l’Athéna d’Endoios. Le sanctuaire classique, dont il reste les fondations, a fait l’objet d’une étude approfondie.
Cette déesse peut être identifiée comme une fusion entre l’Athéna Polias hellénique et une divinité locale, Aléa. le nom d'Aléa peut être issu d'une racine al-, qui veut dire « refuge », « protection »[réf. souhaitée], ce qui semble être confirmé par l’histoire : Tégée est une terre d’accueil reconnue des émigrants argiens, parmi d'autres. Il est vraisemblable que ce culte naquit à Aléa et se répandit ensuite dans cette région de l’Arcadie.
Le culte d'Athéna a probablement été importé en Arcadie par les Argiens émigrés, réfugiés dans des sanctuaires, et il est probable que son assimilation à Aléa trouve là son origine.
Le culte d’Athéna Aléa s'est renforcé, et lors de l’incendie qui détruisit l’ancien temple, il était à son apogée. On comprend donc qu'on ait fait appel à Scopas de Paros pour le réédifier.
La statue d’Athéna Aléa précédant l’incendie était en ivoire et aurait été exécutée par Endoios, sculpteur de la seconde moitié du VIe siècle av. J.-C. Sauvée des flammes, elle fut logée dans le nouveau temple. Elle sera plus tard emportée par Auguste et exposée sur son forum à Rome. Sa remplaçante sera apportée par un des neuf dèmes. Derrière cette Athéna étaient représentées Asclépios et sa fille Hygie, en marbre pentélique. L’autel aurait été fait pour la déesse par Mélampous, fils d’Amynthaon, et représentait Rhéa et la nymphe Oinoé tenant Zeus encore enfant. Ces détails laissent à penser que ce culte était important bien avant le synœcisme politique de Tégée.

### Scopas de Paros
Contemporain de Praxitèle et de Lysippe, Scopas de Paros est un sculpteur talentueux. Nous connaissons peu sa vie, mais la chronologie de ses déplacements est à peu près établie. Il était architecte à Tégée vers 395, participa à la construction du Mausolée d'Halicarnasse, et était peut-être à Éphèse, après -356, et à Thèbes avant -335. Il n’a fait aucun portrait, peu d’athlètes, mais surtout des statues de culte. On ne lui connaît aucun maître ou disciple, et ses œuvres datées sont peu nombreuses. Elles ont été retrouvées en Attique, dans le Péloponnèse et en Asie Mineure. Son travail à Tégée doit se situer relativement au début de sa carrière.

### Fouilles

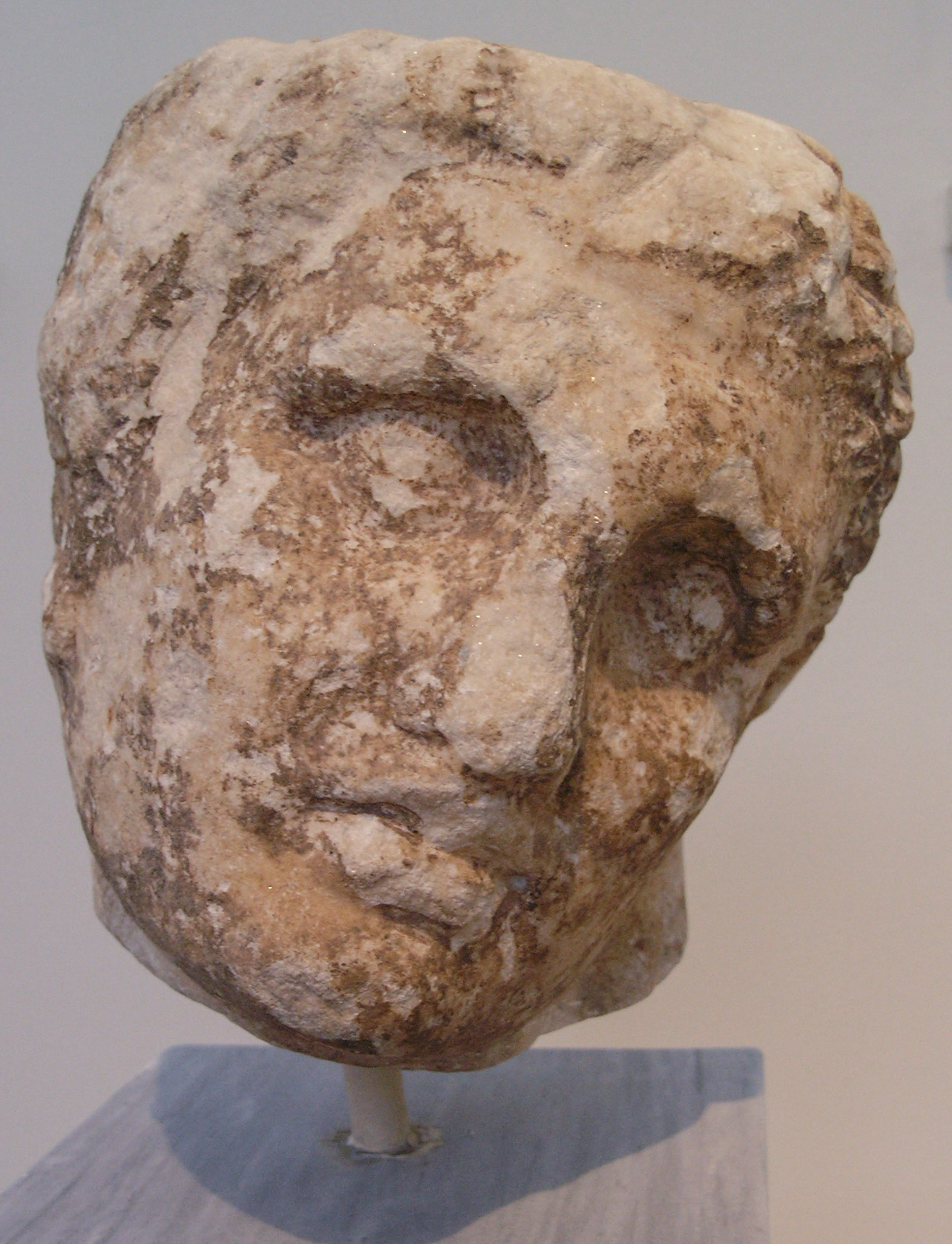
Tête d'un jeune homme.

Avant les fouilles de Milchhöfer en 1879, on savait par Pausanias qu’il y avait dans les environs un sanctuaire d’Athéna Aléa, que l'on situait parfois sous l’église d’Hagios Nikolaos. Les nombreux tambours de colonnes doriques éparpillés sur le site attestaient la présence d’un temple de taille considérable.
Max Treu établissait en même temps que plusieurs sculptures trouvées sur le site étaient de style scopasique, et qu’elles ne pouvaient provenir que des frontons du temple construit par Scopas. Ces deux points justifiaient aisément une fouille complète du lieu.
En 1882, Dörpfeld fouilla une partie du site, mais c'est l’École française d'Athènes qui va dégager le temple dans son intégralité, à partir de 1900. De 1900 à 1902, Mendel a dégagé entièrement le temple, à l’exception de l’angle sud-ouest, recouvert par une maison. L’archéologue Rhomaïos finit de déblayer le site en 1909. En 1910, Charles Dugas est chargé par l’École française d'Athènes de la publication du site, et fouillera le site en profondeur.
Les fouilles récentes (1990-1994) ont été conduites par l'institut norvégien à Athènes, sous la direction de E. Oestby.

## Description du site

### Stade
« Non loin du temple, nous dit Pausanias, se trouve un stade, formé d’une levée de terre ». Les concours célébrant ici la déesse Aléa (Aléios) sont assez bien attestés. On y aurait également, selon Pausanias, organisé des concours appelés Halotia, célébrant la victoire des Tégéates sur la Laconie.

### Sanctuaires
Dans ce « quartier », Pausanias mentionne également un temple d’Hermès Ayptos, à trois stades de la fontaine qui se trouve au nord du temple d’Athéna Aléa. Ce quartier pourrait avoir porté le nom d’Aléa, indépendamment de la ville d’Aléa.
Un autre sanctuaire était consacré à Athéna Poliatis, et était surnommé « Eryma » par les Tégéates (« le Rempart »). Cette déesse est citée par Pausanias. Il est évident dans son texte qu’il s’agit d’un monument distinct du sanctuaire d’Athéna Aléa. Il y a également d’autres sanctuaires en dehors de ce « quartier », tels ceux de Zeus Klarios, de Déméter et Koré, d’Aphrodite, de Dionysos et d’Apollon, moins importants que celui d’Aléa.

### Agora
Sur l’agora de Tégée se trouvaient divers sanctuaires, notamment ceux d’Aphrodite, de Zeus Téléios, d’Ilithyie et de Gaïa. L’agora ressemble, toujours selon Pausanias, à une « brique par la forme ». Une stèle représente Arès Gynaikothoinas, c'est-à-dire « fêté par des banquets de femmes ». L’agora devait occuper le centre de la ville antique, et les fondations du théâtre ont été découvertes sous l’église de Palia Episkopi, ce qui confirme l’emplacement de l’agora.

### Temple d'Athéna Aléa

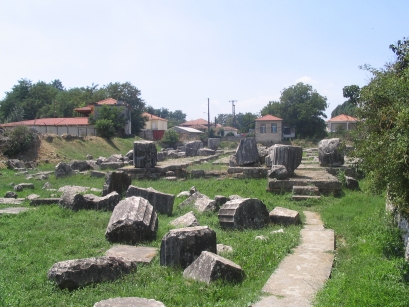
Vestiges du temple d'Athéna Aléa, à Tégée.

C'est un temple dorique périptère hexastyle (6 × 14 colonnes), dont on estime la hauteur à 17 mètres.

#### Fondations
Il ne reste du temple que ses fondations, et quelques blocs de l’euthynteria. Elles forment au sol deux rectangles, dont l’un est inscrit à l’intérieur de l’autre.
Le rectangle extérieur mesure 49 m de longueur et 21 m de largeur : il soutenait les colonnes de la péristasis. Le rectangle intérieur soutenait, lui, les murs de la cella et les colonnes du pronaos et de l’opisthodome. Il est divisé en trois parties par deux fondations transversales qui supportaient les murs séparant la cella du pronaos et de l’opisthodome. Au milieu des côtés est et nord, des fondations rectangulaires relativement petites par rapport à l’ensemble ne peuvent être que des rampes d’accès.
Avec ces fondations, on peut facilement reconstituer la krépis. Celle-ci, ainsi que le reste du temple, est faite en marbre de Doliana. C'est un marbre très usuel dans l'Antiquité, d’un blanc très mat, d’un grain assez gros, qui provient du village du même nom situé à quelques heures de Tégée. Ces carrières étaient encore exploitées au début du XXe siècle.
La plupart des blocs sont ajustés précisément et participent à la solidité de la construction. Néanmoins, on remarque quelques blocs non ajustés et irréguliers, sans doute postérieurs au IVe siècle av. J.-C.
L’euthynteria comprenait trois rangées de blocs, dont certains sont conservés, voire encore en place. Grâce à ceux-ci, on peut déterminer jusqu’à quel niveau montait le sol antique, car ces blocs ont une partie inférieure mal dégrossie, alors que la partie supérieure est bien dressée.
Le stylobate est séparé de l’euthynteria par une double marche. Les fondations des rampes nous indiquent leur taille approximative de celles-ci : elles étaient légèrement moins élevées que les fondations du temple.

#### L’ordre extérieur
Pour reconstituer les colonnes de la péristasis, on dispose de traces laissées sur quatre dalles du stylobate, de très nombreux tambours et de quelques chapiteaux. Les traces sur le stylobate nous apprennent la distance qui séparait les colonnes du bord du stylobate. On connaît également ainsi le diamètre de la base des colonnes, et grâce aux tambours découverts sur place, nous sommes à même de reconstituer les colonnes avec une exactitude quasi parfaite. Les fûts ont vingt cannelures, et mesurent 8,88 m sans chapiteau, et 9,47 m avec le chapiteau ; elles sont donc relativement hautes.
On a retrouvé treize chapiteaux, dont un d’angle ; les cannelures ne sont pas incurvées au-delà des annelets, mais arrêtées net. Le profil de l’échine est presque droit.
Il y a des restes importants de l’entablement, bien qu’aucun bloc ne soit parfaitement conservé. Mais on peut établir une reconstitution certaine à partir de ceux-ci, qui viennent confirmer l’emplacement des colonnes. Les architraves et contre-architraves sont soigneusement polies à l’extérieur, et seulement dégrossies à l’intérieur, mais s'ajustent parfaitement. Les fragments de frise de la péristasis sont très nombreux. Chaque bloc comprend un triglyphe et une métope.
Sur les long côtés, la frise se compose d’une série de gargouilles en forme de lions, entrecoupés de rinceaux en forte saillie, représentant des rameaux ou des branches d’arbres.
Le toit était formé de tuiles plates, mais quasiment toutes ont disparu. Le fronton est moins connu : des essais de reconstitution ont été établis, d’après le récit de Pausanias et quelques fragments trouvés sur place.
Les acrotères ont également été restitués. Ils représentent un motif fait de palmettes et de rinceaux (acrotère faîtier), et des personnages ailés et debout (acrotères d’angles).

#### Lepéristyle
La partie comprise entre la colonnade extérieure et les murs de la cella est recouverte par un plafond de marbre. Neuf fragments de dalles appartiennent au péristyle.

#### Lepronaos, l’opisthodomeet leurs murs
Un seul tambour des colonnes d’ante a été retrouvé, et un seul chapiteau, qui permettent de déterminer les mesures principales, mais pas les détails des colonnes in antis et des antes. Trois blocs de frises ont été retrouvés, un appartenant au pronaos, et deux à l’opisthodome. Le triglyphe y est conservé sur les trois, à l’inverse des métopes, mais ils suffisent à reconstituer la longueur et la composition générale de la frise.
Les murs du temple se reconstituent intégralement grâce aux fragments trouvés sur place. Le dallage du pronaos est légèrement plus élevé que celui de la péristasis. Une grande porte faisait communiquer le pronaos et la cella. La rampe du côté nord laisse à penser qu’il y avait une seconde porte latérale conduisant directement à la cella.

#### Lacella
Les blocs définissant l’intérieur sont moins nombreux et moins bien conservés que ceux de l’extérieur, mais on a réussi à en tirer des détails permettant la reconstitution.
À l’intérieur, on a 14 demi-colonnes avec des chapiteaux corinthiens, sept de chaque côté. Les 14 fragments de chapiteaux présentent une finition et un travail exemplaires. Malgré la présence de fondations centrales, on peut être certain qu’il n’y avait pas de colonnade intérieure, et que ces fondations sont largement postérieures au IVe siècle av. J.-C.

### Épigraphie, numismatique
De nombreuses inscriptions ont été trouvées dans l’enceinte de Tégée, mais peu de pierres ont été trouvées sur leur lieu d’origine.
Les monnaies de la région représentent Athéna Poliatis, à qui un sanctuaire étant dédié dans les environs, ou Athéna Aléa, ainsi que la chasse au sanglier de Calydon.

### Dictionnaires et encyclopédies
- Daremberg et Saglio, Dictionnaire des Antiquités grecques et romaines.
- Enciclopedia dell’arte antica.
- The Oxford Classical dictionary.
- Paulys Realencyclopaedia.
- Der neue Pauly.

### Atlas
- R. Talbert (éd.), Atlas of the greek and roman world, Oxford et Princeton, Barrington? 2000

Répertoires
- M. H. Hansen et Th. H. Nielsen, An inventory of archaïc and classical poleis, Oxford, 2004.

### Ouvrages particuliers
- Marie-Claire Amouretti et Françoise Ruzé, Le Monde grec antique, coll. Histoire Université, Hachette supérieur, 2003.
- Victor Bérard, De l’origine des cultes arcadiens, Toulouse, 1894.
- Charles Dugas, Le sanctuaire d’Aléa Athéna à Tégée, Fouilles de l’EFA, Paris, 1924.
- Madeleine Jost, Sanctuaires et Cultes d’Arcadie, Librairie philosophique J. Vrin, Paris, 1985.
- E. Karpodini-Dimitriadi, Le Péloponnèse, guide historique des sites, des monuments et des musées, Athènes, 1981.
- Jean-Jacques Maffre, L’art grec, coll. Tout l’Art, Flammarion, Paris, 1996.
- Thomas Heine Nielsen, Arkadia and its Poleis in the Archaic and Classical Periods, éditions Vandenhoeck & Ruprecht, Göttingen, 2002.
- Pausanias, Livre XVIII, l’Arcadie, traduction de Madeleine Jost et de Michel Casevitz, Les Belles Lettres, Paris, 1998.
- Andrew Stewart, Skopas Of Paros, édition Noyes Press, New Jersey, 1977.
- Andrew Stewart,  Skopas in Malibu, Éd. The Paul Getty Museum, California, 1982.
- K. Rhomaios, Tegeatische reliefs, (904 (388.3) NELA 51234.